# Карпека Володимир Васильович
Володи́мир Васи́льович Карпе́ка (нар. 31 травня (12 червня) 1877, Київ, за іншими джерелами — 31 травня 1880, село Алтинівка Сумської області — пом. 11 вересня 1941, Орел) — український культурно-освітній діяч, правник-цивіліст і фінансист, професор римського права, декан юридичного факультету Київського університету (1919).

## Життєпис
Походив з старшинського роду Глухівського повіту на Чернігівщині. Племінник цукрозаводчика Данила Карпеки.
1903 — закінчив Імператорський університет Святого Володомира (юридичний факультет) в Києві (учень Андрія Мітюкова).
Працював у Києві помічником міського юрисконсульта.
1907—1909 років відвідував у Берлінському університеті імені Гумбольдтів лекції як професорський стипендіат Київського університету. Також підвищував свій освітній рівень у Франції (Париж) й Італії (Болонья).
1910—1911 років був професорським стипендіатом Санкт-Петербурзького університету.
1912 року повернувся до Києва, працював у якості приват-доцента Київського університету. Водночас викладав історію римського права на юридичному відділенні Вищих жіночих курсів (6 годин на тиждень).
1915 року захистив магістерську дисертацію і 1916 року став професором кафедри цивільного права і судочинства цього вишу.
1917 року — професор Народного університету.
1918 року був професором Київського комерційного інституту, завідував фінансовим кабінетом та кабінетом державного страхування.
Від 1919 року — декан юридичного факультету Київського університету, періодично також виконував обов'язки проректора.
В селищі Алтинівка мав велику бібліотеку, що складала понад 3000 томів на різних мовах, виключно з римського та цивільного права, яка була знищена селянами.
Від 1920 року працював у різних радянських і просвітницьких організаціях Умані, Ямполя та Вінниці.
З 1924 працював професором Київського інституту народного господарства, де зокрема 1930 року виконував обов'язки декана фінансово-господарського факультету. За сумісництвом з 1926 року працював деканом фінансового факультету Київського торгово-промислового технікуму.
Від 1936 року працював в Інституті економіки АН УРСР старшим науковим співробітником, завідувачем сектору.
1938 засуджений військовим трибуналом Київського військового округу до 10-річного ув'язнення. 8 вересня 1941 року Військова колегія Верховного суду СРСР засудила його до смертної кари. Був реабілітований 1959 року.

## Твори
- Возрождение римского права в Италии 12 столетия (1912)
- Пассивная легитимация в rei vindicatio классического римского права (1915)
- Адольф Вах о реформе юридического образования // Право и жизнь (1925)
- Сборник задач по прямым и косвенным налогам и рентному обложению с решениями и ответами. Руководство для изучения налоговой практики (1926)
- Окладная единица и плательщик ренты (1926)
- К истории финансов на Украине (1927)